# Condado de Troyes

Brasão de armas dos Condes de Troyes.

O Condado de Troyes se localizava da região de Champanhe. A região foi evangelizada no século III, e tem-se como certo que foi graças ao seu bispo São Lupo que Átila não a destruiu. Diz-se que o bispo ofereceu sua própria vida em troca para que este poupasse a cidade.
A cidade tornou-se próspera até o século VIII, quando foi violentamente atacada por sarracenos e normandos. Já no século X havia se tornado uma das regiões comerciais mais importantes na região de Champanhe, graças ao bom governo de seus condes nas grandes ferias de Champanhe. Em 1151 o condado de Troyes e o Condado de Meaux são fundidos pelos  condes de Vermandois, dando origem ao Condado de Champanhe que, em seguida, incorporou-se ao Condado de Blois.
A região, mesmo assim, continuou prosperando. Este crescimento mais os intercâmbios comerciais, religiosos e intelectuais se deram até a Guerra dos cem anos.

## Lista dos condes de Troyes
1. 820-852 : Alerano († 852)
2. 853-858 : Odão I († 871), provavelmente o irmão mais velho de Roberto, o Forte, casou-se com Vandílmoda. Por haver-se revoltado foi destituído em 858.
3. 858-866 : Rodolfo († 866), avoué de Saint-Riquier, tio de Carlos, o Calvo.
4. 866-871 : Odão I novamente (não é certeza). Há também relatos de que tenha sido Boso V de Provença em 870 (?).
5. 871-876 : Odão II, filho do precedente
6. 876-886 : Roberto I, irmão do precedente. casou-se com Gisélia, filha de Luís II, o Gago
7. 886-894 : Adalelmo, filho de Emenão, conde de Poitiers e de uma irmã de Roberto I.
8. 894-921 : Ricardo, o Justo († 921), duque de Borgonha, casou-se com Adelaide filha de Conrado II de Borgonha. em 894 ele se intitulou conde de Troyes após a captura da cidade.
9. 921-923 : Raul I († 936), filho do precedente. duque de Borgonha (921-923), casou-se à Emma filha de Roberto I, rei de França rei de França (923-936).
10. 923-924 : Garnier († 924), filho de Ricardo, conde de Amiens (883-885) e conde de Autun (879-885). casou-se com Teutberga de Arles, filha de Teobaldo de Arles.
11. 926- ? : Ricardo, filho do precedente.
12. 936-952 : Hugo, o Negro († 952), irmão do precedente, duque de Borgonha.
13. 952-956 : Gilberto de Chalon († 956), conde principal dos Borgonheses
14. 956-967 : Roberto II de Vermandois, conde de Meaux (943-967) e de Troyes (956-967), filho de Herberto II, conde de Vermandois[1]

casou-se com Adelaide Vera, condessa de Troyes, filha de Gilberto de Chalon
1. 967-995 : Herberto de Vermandois, conde de Meaux e de Troyes, filho do precedente
2. 995-1022 : Estevão I, conde de Meaux e de Troyes, filho do precedente
3. 1022-1037 : Odão I (983 † 1037), conde de Blois, de Chartres, de Reims, de Meaux e de Troyes, primo do precedente

casou-se em primeiras núpcias em 1103 com Matilde da Normandia († 1006)
casou-se em segundas núpcias à Ermengarda de Auvérnia
1. 1037-1047 : Estevão II († 1047), conde de Meaux e de Troyes, filho do precedente e de Ermengarda de Auvérnia
2. 1047-1066 : Odão II († 1115), conde de Meaux e de Troyes, filho do precedente

ele acompanhou Guilherme I, o Conquistador e se fixou na Inglaterra. Seu tio então deu-lhe seus domínios em Champanhe.
1. 1066-1089 : Teobaldo I (1019 † 1089), conde de Blois, de Meaux e de Troyes, filho de Odão I e de Ermengarda de Auvérnia

casou-se em primeiras núpcias à Gersinda do Maine
casou-se em segundas núpcias à Adelaide de Valois
1. 1089-1093 : Odão III († 1093), conde de Troyes, filho de Teobaldo I e de Adelaide de Valois
2. 1093-1125 : Hugo I de Champanhe († 1126), conde de Troyes, conde de Champanhe em 1102, filho de Teobaldo I e de Adelaide de Valois

1. Veja a lista dos condes Champanhe